# Камйонка (Чарнковсько-Тшцянецький повіт)
Камйонка (пол. Kamionka) — село в Польщі, у гміні Любаш Чарнковсько-Тшцянецького повіту Великопольського воєводства.
Населення — 312 осіб (2011).
У 1975-1998 роках село належало до Пільського воєводства.

## Демографія
Демографічна структура станом на 31 березня 2011 року:
|          | Загалом | Допрацездатний вік | Працездатний вік | Постпрацездатний вік |
| -------- | ------- | ------------------ | ---------------- | -------------------- |
| Чоловіки | 161     | 42                 | 104              | 15                   |
| Жінки    | 151     | 40                 | 80               | 31                   |
| Разом    | 312     | 82                 | 184              | 46                   |